# Neathyrma
Neathyrma là một chi bướm đêm thuộc họ Erebidae.